# بين ليندر
بين ليندر (بالإنجليزية: Ben Linder)‏ هو مهندس أمريكي، ولد في 7 يوليو 1959 في كاليفورنيا في الولايات المتحدة، وتوفي في 28 أبريل 1987 في جينوتيغا في نيكاراغوا.